# Roland Hönig

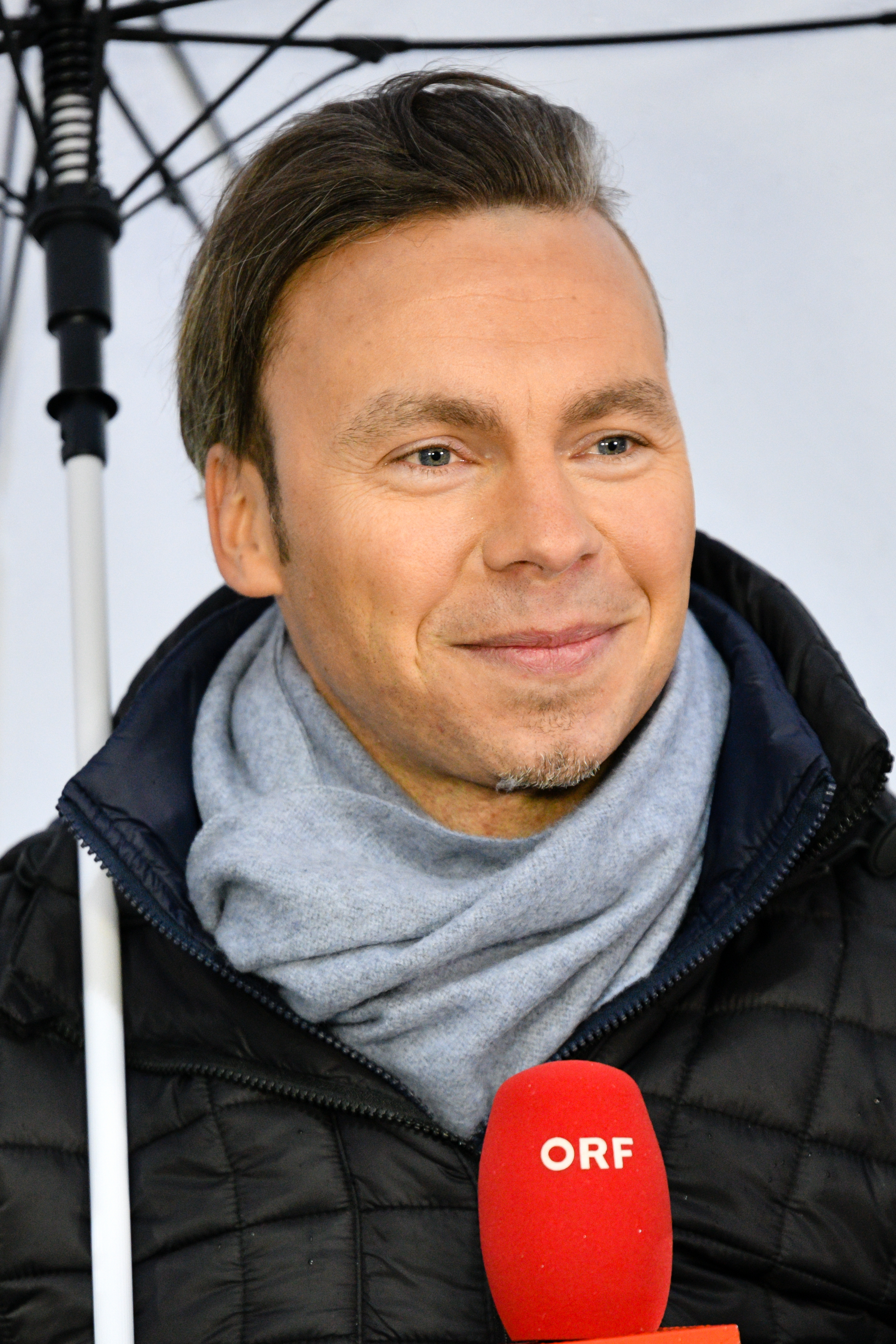
Roland Hönig (2018)

Roland Hönig (* 28. November 1980 in Tulln an der Donau) ist ein österreichischer Moderator, Kommentator und Sportreporter beim Österreichischen Rundfunk (ORF).

## Werdegang
Der Sohn eines Glasermeisters und einer Angestellten wurde in Tulln an der Donau geboren. Während seiner Schulzeit spielte er mehrere Jahre Fußball und Tennis. Hönig absolvierte die Handelsakademie in Tulln an der Donau. Wenige Wochen nach seiner Matura machte er seine ersten journalistischen Erfahrungen bei der Radiowerkstatt Gutenstein (Sommer 2000), ehe er im Jänner 2001 beim ORF-Landesstudio Niederösterreich in St. Pölten begann. Zunächst als Redakteur im Aktuellen Dienst zog es ihn nach einem halben Jahr in die Sportredaktion.

## Karriere
Nationale TV-Bekanntheit erreichte Hönig durch die Moderation der Tischtennis-, Ringen- und Basketballbewerbe bei den Olympischen Sommerspielen 2008 in Peking. Auch bei Olympia 2012 (London) und 2016 (Rio de Janeiro) war der Niederösterreicher als Tischtennis-Kommentator tätig. Weitere Fernsehauftritte hatte er als Interviewpartner der Sportlerinnen und Sportler bei den Ski-Weltmeisterschaften seit 2009 und vielfach im Ski-Weltcup.
Nach 10 Jahren im ORF-Landesstudio wechselte er im Jänner 2011 in die Sportredaktion ins ORF-Zentrum nach Wien auf den Küniglberg. Dort ist Hönig als Kommentator, Präsentator und Reporter (vorwiegend Fußball) im Einsatz. Dazu gehören die Berichterstattungen bei den Fußball-Europameisterschaften 2012 (Polen/Ukraine), 2016 (Frankreich) sowie bei den Weltmeisterschaften 2014 in Brasilien, wo er dem ORF-Team als Reporter und Moderator angehörte. Seither war Hönig regelmäßig bei internationalen Auftritten der österreichischen Frauenfußballnationalmannschaft (z. B. 2017 bei der EM in den Niederlanden) oder den U20-Fußballern (U20-WM in Neuseeland). Er besuchte im Rahmen von Reportagen auch immer wieder Österreichs Teamspieler und machte etwa Porträts von Paul Scharner (damals Wigan), Julian Baumgartlinger (damals Mainz), Zlatko Junuzovic (Bremen), Martin Harnik und Florian Klein (damals Stuttgart).
Seit 2011 fungiert Hönig als Präsentator der alljährlich ausgetragenen Österreich-Rundfahrt. Gemeinsam mit dem ORF-Experten Thomas Rohregger führt er durch die Sendungen.

## Privates
Roland Hönig ist Vater einer Tochter und lebt im Tullnerfeld.